# SMS Greif

Le SMS Greif est un aviso (croiseur léger) de la marine impériale allemande. 

Modèle unique, il a servi dans la flotte impériale de 1887 jusqu'en 1912. Puis il a servi de navire de formation pour le personnel mécanicien jusqu'en 1917, date à laquelle il a été transféré au service des mouilleurs de mines du port de Kiel.

Il a été définitivement vendu à la démolition à Hambourg en 1921.